# Margaret Meyer
Pour les articles homonymes, voir Meyer.
Margaret Theodora Meyer, née en septembre 1862 à Strabane, en Irlande, et morte le 27 janvier 1924 à Londres, est une mathématicienne et professeure de mathématiques britannique. Elle est membre de la London Mathematical Society et de la Royal Astronomical Society (1916). 

## Biographie
Margaret Meyer naît à Strabane, dans le comté de Tyrone, en Irlande, fille d'un pasteur presbytérien, Theodore Jonah Meyer, et de Jane Ann. Son frère aîné, William Stevenson Meyer (en), a été haut-commissaire en Inde de 1920 à 1922. Elle passe son enfance en Italie, puis fréquente la North London Collegiate School for Girls. Elle poursuit ses études à Girton College à Cambridge en 1879, où elle obtient une mention bien aux tripos de mathématiques en 1882. En 1907, Trinity College (Dublin) lui délivre un master ad eundem, car durant cette période l'université de Cambridge ne décerne pas de diplômes universitaires aux étudiantes. 

## Activités professionnelles et participation à l'effort de guerre
Margaret Meyer exerce les fonctions de directrice adjointe de la Notting Hill High School, à Londres, de 1882 à 1888, puis elle obtient un poste de maître de conférences en mathématiques à Girton College, où elle reste 30 ans. Elle est notamment directrice des études en mathématiques de 1903 à 1918, et membre du conseil du collège, en tant que représentante du personnel à partir de 1910. Elle cultive les liens entre les écoles locales et l'université et est quelque temps représentante de Girton College au conseil de la Cambridge and County School for Girls, qui a ouvert en 1900. Pendant la Première Guerre mondiale, elle participe à l’effort de guerre en réalisant des travaux de calcul pour le War Office. En 1918, elle démissionne de Girton College, en raison de ses soucis de santé et aussi du faible nombre d'étudiants en mathématiques, et travaille au ministère de l'Air, pour la conception et la construction d'avions, puis elle reprend des fonctions d'enseignante à l'University College de Londres.  

## Engagements institutionnels et associatifs
Margaret Meyer encourage les étudiantes à investir la recherche en mathématiques, et est elle-même l'une des premières femmes adhérentes à la London Mathematical Society, en 1889. Elle s'intéresse à l'astronomie, et est élue en 1916 fellow de la Royal Astronomical Society avec A. Grace Cook, Fiammetta Wilson, Ella Church, Mary Blagg et Irene Elizabeth Toye Warner. Elle est une alpiniste entraînée, et adhère au Ladies' Alpine Club en 1909, puis sert comme vice-présidente de 1913 à 1915 et comme présidente de 1916 à 1919.

## Fin de vie et postérité
Elle meurt à Londres le 27 janvier 1924, après avoir été renversée par un bus alors qu'elle roulait à bicyclette, et est enterrée dans le cimetière de Boscombe, le 31 janvier suivant. Elle lègue à Girton College ses ouvrages de mathématiques et finance une bourse destinée à des étudiantes en mathématiques du collège,.